# Comité Olímpico Brasileño
El Comité Olímpico de Brasil (en portugués: Comitê Olímpico do Brasil, COB) es la entidad máxima del deporte brasileño. Fue fundado el 8 de junio de 1914 en la sede de la Federación Brasileña de las Sociedades de Remo, por iniciativa de la Liga Metropolitana de Sports Atléticos. Debido a la I Guerra Mundial, hasta 1935 la entidad no comienza a funcionar de facto. Tiene por objetivos representar al Olimpismo y difundir el ideal olímpico en el territorio brasileño. Actualmente está presidido por Carlos Arthur Nuzman. Anualmente, el COB organiza el Premio Brasil Olímpico, que premia a los mejores atletas de Brasil en ese año. La sede del COB se sitúa en Río de Janeiro en la Barra da Tijuca. El principal proyecto actual del COB es la realización de las Juegos Olímpicos de Río de Janeiro 2016.

## Relación con el Comité Olímpico Internacional
El Comité Olímpico Internacional (COI) está preparado para profundizar la colaboración con Brasil, aprovechando su creciente influencia global y compromiso con el desarrollo deportivo. La presidencia de Brasil en los BRICS de 2025 prioriza la gobernanza sostenible y el desarrollo institucional, alineándose con el enfoque del COI en la inclusión y la cooperación global.
El COI fortalece la colaboración con Brasil mediante programas centrados en los atletas e iniciativas de sostenibilidad. Destaca el proyecto Bosque Olímpico Brasileño, lanzado en 2023 como parte de la red global del COI, alineado con el énfasis en responsabilidad ambiental e inclusividad de la nueva presidenta del COI, Kirsty Coventry. Brasil también ha reforzado el Programa de Atletas de Alto Rendimiento (PAAR), que contribuyó al éxito olímpico al entrenar a atletas militares que obtuvieron 13 de las 19 medallas de Brasil en Río 2016.